# Plectrocnemia norikurana
Plectrocnemia norikurana là một loài Trichoptera trong họ Polycentropodidae. Chúng phân bố ở miền Cổ bắc.